# Asat Sinnatowitsch Abbassow
Asat Sinnatowitsch Abbassow (russisch Азат Зиннатович Аббасов; geboren am 19. Januar 1925 in Jelabuga; gestorben am 11. Oktober 2006 in Kasan) war ein sowjetisch-tatarischer Opernsänger (Tenor).

## Laufbahn
Im Jahr 1950 machte Abbassow seinen Abschluss am Moskauer Konservatorium, wo er bei Sergei Strelzow Gesang studierte. Im selben Jahr wurde er Solist am Tatarischen Opern- und Ballettheater in Kasan. Er trat in verschiedenen Rollen auf, unter anderem als Sinodal in Rubinsteins Der Dämon, als Prinz Juri in Tschaikowskis Die Zauberin, als Herzog in Verdis Rigoletto und als Cavaradossi in Puccinis Tosca. Er spielte auch Nadir in Bizets Les pêcheurs de perles, Sergei in Schostakowitschs Katerina Ismailowa und Alexej in Cholminows Optimistische Tragödie. Abbassow sang die Titelrolle in den Opern Cälil von Schiganow, Samat von Waliullin und Faust von Gounod und trat auch in Operetten auf.

## Auszeichnungen
- Tukaja-Staatspreis der Tatarischen ASSR, 1971
- Volkskünstler der UdSSR, 1977
- Ehrenbürger von Kasan, 2005